# St. Elizabeths Hospital
O St. Elizabeths Hospital, localizado em Washington, D. C., é um hospital, considerado o primeiro hospital psiquiátrico de grande porte dos Estados Unidos da América. Ele é coloquialmente conhecido como "St. E's". Foi adicionado ao Registro Nacional de Lugares Históricos em 26 de abril de 1979 e como local histórico nacional em 14 de dezembro de 1990.
Habitação de milhares de pacientes na metade do século XX, o St. Elizabeths tinha um pleno funcionamento da unidade médico-cirúrgica e ofereceu estágios credenciados e residências psiquiátricas. Desde então tem caído em desuso e está em grande parte abandonado, embora esteja ainda operacional.